# Made in China 2025
Made in China 2025 (MIC25) (čínsky: 中国制造2025; pinyin: Zhōngguó zhìzào èrlíng'èrwǔ; český přepis: čongguo čicao ežling'ežwu) je strategický plán Čínské lidové republiky, jenž byl úspěšně schválen v roce 2015. MIC25 navazuje na tzv. „Strategic Emerging Industries“ (SEI), který byl v platnosti do roku 2015. Čína se zde nechala inspirovat německým projektem „Průmysl 4.0“. Plán pokrývá rozmezí 10 let a týká se 10 strategických odvětví. Oproti předešlému projektu SEI se MIC25 zabývá kromě technických inovací také rozvojem pokročilých informačních technologií, automatizací, robotiky, aerokosmonautických technologií, oceánského inženýrství, high-tech dopravy, vozidel s využitím nových energií, nových materiálů, zdravotnických přístrojů a zemědělského vybavení. Dále se také zaměřuje na boj se současnými klimatickými změnami.

## Cíle
Hlavním cílem MIC25 je vyzdvihnout Čínu na přední příčku v manufakturním a high-tech průmyslu. Dále také usiluje o zvýšení své konkurenceschopnosti, jak na tuzemském, tak i na globálním trhu. Toto úsilí je také podporováno snahou o zapojení se do globálního výrobního řetězce a efektivnější spolupráce se světovými ekonomikami.

## Způsob dosažení cílů
Čínská vláda se především snaží omezit vliv zahraničních firem na svém trhu a zvýhodnit domácí firmy. Chce-li zahraniční společnost obchodovat s Čínou, pak je nucena poskytnout veškeré postupy a technologie, jenž Čína dále využívá ke svému prospěchu. Zisk nových technologií a zvýšení kontroly kvality pravděpodobně umožní Číně dosáhnout obrazu výrobce kvalitního zboží. Nakonec podporuje malé firmy výhodnými půjčkami a dalšími výhodami, které poté přispějí novými inovacemi.

## Rizika
Čínský způsob zisku nových technologií je mnohými západními zeměmi považován za nemorální. V roce 2018 se iniciativa ocitla uprostřed obchodních sporů mezi Čínou a Spojenými státy, které tvrdí, že Made in China 2025 vede k protekcionismu a diskriminuje americkou společnost. Čína byla od svého otevření se světovému obchodu vnímána jako továrna světa. Náhlá snaha o zbavení se tohoto titulu může vést k mnoha problémům. Z jedné strany je Čína pod tlakem industriálních ekonomik Japonska a Německa, z druhé strany naopak čelí konkurenci levných produktů z Indie či Brazílie. Proto je implementace efektivní strategie velice složitá.